# Vườn quốc lập Akan Mashu
Vườn quốc lập Akan Mashu (阿寒摩周国立公園 Akan Mashu Kokuritsu Kōen) là vườn quốc gia nằm trên đảo Hokkaidō, Nhật Bản. Cùng với vườn quốc lập Daisetsuzan, đây là hai vườn quốc lập lâu đời nhất ở Hokkaidō. Vườn quốc lập được thành lập vào ngày 4 tháng 12 năm 1934.
Akan là một khu vực bao gồm các khu rừng và miệng núi lửa có tổng diện tích là 90.481 hécta (904,81 km2). Nơi đây nổi tiếng với tinh thể trong hồ, suối nước nóng, và số lượng lớn các bóng rong biển. Đây là nơi duy nhất tại Nhật Bản có những quả bóng rong biển tự nhiên số lượng lớn đáng kể.

## Tự nhiên
Vườn quốc lập được chia thành hai khu vực chung là Kawayu và Akan.

### Kawayu
Núi Iō và suối nước nóng Kawayu cung cấp dòng nước nóng tự nhiên cùng các lỗ phun khí lưu huỳnh. Xung quanh hồ Kussharo, một hồ miệng núi lửa tạo thành bởi đèo Bihoro, núi Mokoto, và núi Nishibetsu. Tại hồ có bán đảo Wakoto là một khu vực có nhiệt độ mặt đất cao và động vật hoang dã thích nghi là sinh vật sinh sống chủ yếu. Hồ Mashu là một hồ miệng núi lửa.  Đây là một trong những hồ nước trong nhất trên thế giới với khả năng hiển thị độ sâu lên đến 40 mét.

### Akan
Miệng núi lửa Akan thuộc hệ thống tổ hợp núi lửa Akan, trong đó bao gồm ngọn núi cao nhất trong vườn quốc gia, núi Meakan. Hồ nước trong miệng núi lửa có bốn đảo nhỏ và có bùn sôi. Đảo Churui là một trong bốn hòn đảo trong hồ, tại đây có Trung tâm Quan sát bóng rong biển. Tại chân núi Meakan có Hồ Onneto. Gần đó là một thác nước nước nóng có tên Onneto Yu-no-taki. Từ Sokodai, người ta có thể quan sát hai Hồ Penketo và Panketo. Đài quan sát Núi Hakuto, núi Kikin, đèo Tsurumi phục vụ cho du khách ngắm nhìn toàn cảnh của vùng nông thôn xung quanh. Trên sông Akan, tại cửa sông Takiguchi, du khách có thể quan sát khi khi nước chảy vào hồ Akan từ cầu Takimi. Khu vực này cũng cung cấp nước cho cả hồ Jiro và Taro.